# Suzy Kirbi
Suzy Kirbi, nome artístico de Eunice Guigon de Araújo (Rio de Janeiro, 18 de agosto de 1917 - Rio de Janeiro, 25 de abril de 1990) foi uma atriz, radioatriz, tradutora, professora de inglês, radialista, apresentadora, entrevistadora, locutora, jornalista, repórter, publicista, diretora, cantora, redatora, humorista, imitadora, narradora, técnica em rádio e TV, produtora, escritora, editora e dubladora brasileira.

## Biografia
Nascida no Rio de Janeiro em 1917, Suzy Kirbi começou a carreira artística na década de 50 ao ingressar no programa Papel Carbono na Rádio Clube do Brasil, dirigida por Renato Murce.
Consolida o título de maior imitadora brasileira da década de 50 ao encarnar uma telefonista folgada no programa Enquanto o Mundo Gira, na Rádio Nacional,em 1952.
Ainda em 1952, Suzy é convidada por Henriette Morineau para ingressar no Teatro Brasileiro de Comédia, onde participa de montagens de muito sucesso. No início dos anos 70, passa brevemente pela companhia do Teatro Cacilda Becker.
Estreou no cinema nos anos 50 e na televisão fez alguns trabalhos na Rede Globo.
Faleceu em 25 de abril de 1990, de Parada cardíaca em decorrência de problemas relativos a diabetes.

## Filmografia

### Cinema
| Ano  | Título                       | Personagem                       |
| ---- | ---------------------------- | -------------------------------- |
| 1951 | Milagre de Amor              | Governanta                       |
| 1952 | O Preço do Desejo            | Empregada do hotel               |
| 1952 | Pecadora Imaculada           | Irmã de caridade                 |
| 1953 | Balança Mas Não Cai          | —                                |
| 1954 | Malandros em Quarta Dimensão | —                                |
| 1954 | Matar ou Correr              | Noiva abandonada                 |
| 1955 | O Rei do Movimento           | Senhoria                         |
| 1955 | Trabalhou Bem, Genival       | Valeriana                        |
| 1956 | O Negócio foi Assim          | Suave metade do homem das granas |
| 1956 | Chico Fumaça                 | Turista americana                |
| 1957 | Garotas e Samba              | Juscelina                        |
| 1958 | É a Maior!                   | Diretora do Fã Clube             |

### Televisão
| Ano  | Título                  | Personagem             | Notas           |
| ---- | ----------------------- | ---------------------- | --------------- |
| 1964 | Dercy Beaucoup          | —                      |                 |
| 1971 | O Cafona                | Amélia da Silva Bastos |                 |
| 1971 | O Homem Que Deve Morrer | July                   |                 |
| 1971 | Bandeira 2              | Belinha                |                 |
| 1971 | Caso Especial           | —                      | Episódio: "Nº1" |
| 1972 | A Patota                | Dona Anésia            |                 |
| 1972 | Bicho do Mato           | Candoca                |                 |
| 1973 | Os Ossos do Barão       | Clélia                 |                 |
| 1975 | Escalada                | —                      | [ 5 ]           |